# 中羽立公園野球場
中羽立公園野球場（なかはだちこうえんやきゅうじょう）秋田県南秋田郡八郎潟町にある野球場である。通称弁天球場。過去に広島東洋カープがウエスタンリーグ公式戦を開催した。

## 概要
八郎潟町が中羽立公園の中に設置した野球場である。かつては全国高等学校野球選手権秋田大会の会場に使われていたが、現在ではその役目を能代球場に譲っている。
八郎潟町の市街地や国道7号から近く便利がよい。

## 歴史
1979年（昭和44年）開場。長く高校野球の予選でお馴染みの球場だった。1999年（平成11年）に、客席等をバリアフリー対応にすべくリニューアル工事が施された。

## 施設概要
- 施設面積：18,900m2
- 両翼：92m、中堅：120m
- 内野：土、外野：天然芝
- スコアボード：手動式

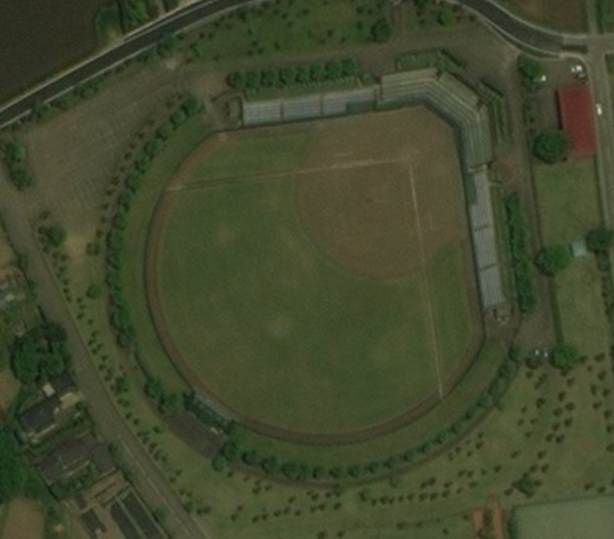
衛星図

- 収容人員：10,000人（内野：ベンチ席、外野：芝生席）
- 照明設備：なし

## 交通
- JR奥羽本線 八郎潟駅より、徒歩約15分